# Pedriclua
Pedriclua, o Pedrícula: hi ha discrepàncies entre els mapes de l'Institut de Cartografia de Catalunya i el Nomenclàtor oficial de toponímia major de Catalunya sobre la forma d'aquest topònim, és una muntanya de 1.185,4 situada a l'antic terme ribagorçà de Sapeira, de l'Alta Ribagorça, pertanyent a l'actual terme municipal de Tremp, del Pallars Jussà.
Està situada a la part occidental de l'antic terme de Sapeira, en el contrafort nord-occidental dels serrats de Ranes i de Puig Forniga. És al nord de Tercui, en el serrat que separa les valls del barranc d'Espills i del barranc Fondo.